# Puccinia arthraxonis-ciliaris
Puccinia arthraxonis-ciliaris ist eine Ständerpilzart aus der Ordnung der Rostpilze (Pucciniales). Der Pilz ist ein Endoparasit von  Arthraxon-Arten. Symptome des Befalls durch die Art sind Rostflecken und Pusteln auf den Blattoberflächen der Wirtspflanzen. Sie kommt von Ostafrika über Mauritius bis nach Neuguinea vor.

## Merkmale

### Makroskopische Merkmale
Puccinia arthraxonis-ciliaris ist mit bloßem Auge nur anhand der auf der Oberfläche des Wirtes hervortretenden Sporenlager zu erkennen. Sie wachsen in Nestern, die als gelbliche bis braune Flecken und Pusteln auf den Blattoberflächen erscheinen.

### Mikroskopische Merkmale
Das Myzel von Puccinia arthraxonis-ciliaris wächst wie bei allen Puccinia-Arten interzellulär und bildet Saugfäden, die in das Speichergewebe des Wirtes wachsen. Aecien der Art sind bislang nicht bekannt. Die gelben bis gelbbraunen Uredien wachsen unterseitig auf den Blättern des Wirtes. Ihre gelbbraunen Uredosporen sind oval bis eiförmig, 23–30 × 18–23 µm groß und fein stachelwarzig. Die Telien der Art sind schwarzbraun, früh offenliegend und kompakt, sie wachsen blattunterseitig. Die haselnussbraunen Teliosporen sind zweizellig, in der Regel länglich keulenförmig und 38–48 × 20–25 µm groß; ihre Stiele sind braun und bis zu 20 µm lang.

## Verbreitung
Das bekannte Verbreitungsgebiet von Puccinia arthraxonis-ciliaris umfasst Uganda, Mauritius, Indien, China, Japan, die Philippinen und Neuguinea.

## Ökologie
Die Wirtspflanzen von Puccinia arthraxonis-ciliaris sind verschiedene Arthraxon-Arten. Der Pilz ernährt sich von den im Speichergewebe der Pflanzen vorhandenen Nährstoffen, seine Sporenlager brechen später durch die Blattoberfläche und setzen Sporen frei. Die Art verfügt anscheinend über einen Entwicklungszyklus mit Telien und Uredien, der ohne Wirtswechsel auskommt; Spermogonien und Aecien fehlen offenbar.